# Baliosus intricatus
Baliosus intricatus es un coleóptero de la familia Chrysomelidae.
Fue descrita científicamente por primera vez en 1910 por Weise.